# Sunny (film 1930)
Sunny è un film del 1930 diretto da William A. Seiter.
Le coreografie del film sono affidate a Theodore Kosloff che viene accreditato come dance ensembles.

## Produzione
Il film fu prodotto dalla First National Pictures.

## Numeri musicali
- The Hunt Dance (1925)
  - Musica di Jerome Kern
  - Parole di Otto A. Harbach e Oscar Hammerstein II
  - Danzata da Marilyn Miller
- I Was Alone (1925)
  - Musica di Jerome Kern
  - Parole di Otto A. Harbach e Oscar Hammerstein II
  - Eseguita da Marilyn Miller
- When We Get Our Divorce (1925)
  - Musica di Jerome Kern
  - Parole di Otto A. Harbach e Oscar Hammerstein II
  - Danzata da Marilyn Miller e Joe Donahue
- Who? (1925)
  - Musica di Jerome Kern
  - Parole di Otto A. Harbach e Oscar Hammerstein II
  - eseguita da Marilyn Miller e Lawrence Gray
- Oh! Didn't He Ramble (1902)
  - scritta da Bob Cole e Rosamond Johnson
  - eseguita da Lawrence Gray e uomini
- Sunny (1925)
  - Musica di Jerome Kern
  - Parole di Otto A. Harbach e Oscar Hammerstein II
- D'Ya Love Me? (1925)
  - Musica di Jerome Kern
  - Parole di Otto A. Harbach e Oscar Hammerstein II
- Two Little Love Birds (1925)
  - Musica di Jerome Kern
  - Parole di Otto A. Harbach e Oscar Hammerstein II

## Distribuzione
Distribuito dalla First National Pictures, il film uscì in sala il 9 novembre 1930.